# Mount Semprebon
Mount Semprebon ist ein markanter und teilweise schneefreier Berggipfel im westantarktischen Ellsworthland. In den Martin Hills ragt er 1,5 km nordöstlich des Mount Barsoum auf.
Seine Position wurde am 10. Dezember 1958 von der US-amerikanischen Ellsworth-Byrd Traverse Party bestimmt und er nach Louis Charles Semprebon (* 1926) benannt, Ionosphärenphysiker und wissenschaftlicher Leiter der Ellsworth-Station im Jahr 1958.